# Compsibidion tethys
Compsibidion tethys är en skalbaggsart som först beskrevs av Thomson 1867.  Compsibidion tethys ingår i släktet Compsibidion och familjen långhorningar.
Artens utbredningsområde är:
- Guyana.
- Surinam.

Inga underarter finns listade i Catalogue of Life.